# 450 (szám)
A 450 (római számmal: CDL) egy természetes szám.

## A szám a matematikában
A tízes számrendszerbeli 450-es a kettes számrendszerben 111000010, a nyolcas számrendszerben 702, a tizenhatos számrendszerben 1C2 alakban írható fel.
A 450 páros szám, összetett szám, kanonikus alakban a 21 · 32 · 52 szorzattal, normálalakban a 4,5 · 102 szorzattal írható fel. Tizennyolc osztója van a természetes számok halmazán, ezek növekvő sorrendben: 1, 2, 3, 5, 6, 9, 10, 15, 18, 25, 30, 45, 50, 75, 90, 150, 225 és 450.
A 450 négyzete 202 500, köbe 91 125 000, négyzetgyöke 21,21320, köbgyöke 7,66309, reciproka 0,0022222. A 450 egység sugarú kör kerülete 2827,43339 egység, területe 636 172,51235 területegység; a 450 egység sugarú gömb térfogata 381 703 507,4 térfogategység.

## Az irodalomban
- Az utolsó 450 év a címe Kőhalmi Zoltán magyar humorista 2021-ben kiadott komikus-futurisztikus regényének, mely a Föld elképzelt utolsó 450 éves történetéről szól; a címben a 450-es szám egyes, ma használatos műanyagok becsült (természetesen évben kifejezett) lebomlási idejére utal.